# Осьно (Нижньосілезьке воєводство)
Осьно (пол. Ośno) — село в Польщі, у гміні Вйонзув Стшелінського повіту Нижньосілезького воєводства.
Населення — 160 осіб (2011).
У 1975—1998 роках село належало до Вроцлавського воєводства.

## Демографія
Демографічна структура станом на 31 березня 2011 року:
|          | Загалом | Допрацездатний вік | Працездатний вік | Постпрацездатний вік |
| -------- | ------- | ------------------ | ---------------- | -------------------- |
| Чоловіки | 77      | 17                 | 52               | 8                    |
| Жінки    | 83      | 17                 | 44               | 22                   |
| Разом    | 160     | 34                 | 96               | 30                   |